# 耐燃性
耐燃性（たいねんせい）とは、主に合成樹脂などの有機化合物が炎に直接さらされた際に、燃焼に対して抵抗する性質をいう。モルタルなどの耐火性とは異なり、炭素を含む有機化合物は燃えることそのものを防ぐことが基本的に難しい。

## 分類
耐燃性は、その程度により以下のように分類される。
不燃性
継続して燃焼しない性質。JIS K6911にて規定するA法では、長さ127mm (5inch) ・幅および厚み12.7mm (1/2inch) の試験片に30秒間炎を当て、炎を取り去った後に試験片の燃焼が180秒以内に消え、かつ燃焼した長さが25mm以下の場合に不燃性を持つと定める。
難燃性
燃焼する速さは遅いが、ある程度の時間は燃え続ける性質。用語としては耐燃性と同義にて使用される場合も多い。
自己消火
炎にさらされる間は燃えるが、炎から離されれば消火する性質。JIS K6911にて規定するA法において、炎を取り去った後に試験片の燃焼が180秒以内に消え、かつ燃焼した長さが25mm以上100mm以下の場合に自己消火性を持つと定める。
遅燃性
自己消火性は無いが、燃焼する速さが遅い性質。

## UL規格
耐燃性の評価については、JIS、ASTMなどがあるが、特にUL規格が重視されている。UL規格とはアメリカの Underwriters Laboratories 社が定め、同社によって評価される規格である。一般的にはUL-94にて規定される試験片に炎を当て燃焼時間と滴下物の有無を確認する試験法を用い、遅燃性物質は「94HB」、自己消火性物質は程度により「94V-2」「94V-1」「94V-0」「94 5VA」「94 5VB」という区分のいずれかに分類される。

## OI
耐燃性の定量的指標として、燃焼に必要な酸素濃度を％で示したOI (oxygen index) がある。各物質におけるOIはおおよそ以下の値をとる。
- 難燃性
  - PTFE ： 95
  - PVC ： 45
  - フェノール樹脂 ： 35
- 自己消火性
  - ポリカーボネート ： 26
  - ナイロン66 ： 23
  - ポリビニルアルコール ： 22
- 延焼性
  - セルロース ： 19
  - ポリエチレン ： 17
  - ポリオキシメチレン ： 16